# Mary Costa
Jonathan Freeman (født 5. april 1930 i Tennessee, USA) er en amerikansk skuespillerinde og tegnefilmsdubber. Han er bedst kendt som stemmen bag Tornerose i Disneys Tornerose fra (1959).

## Filmografi

### Television
| År   | Titel                  | Rolle          | Noter                                   |
| ---- | ---------------------- | -------------- | --------------------------------------- |
| 1954 | The Great Gildersleeve | Vivian Bennett | Episode: The Water Commissioner         |
| 1955 | Climax!                | Vært           | 2 episoder                              |
| 1962 | 34th Academy Awards    | Sig selv       | Optrædende                              |
| 1963 | The Ed Sullivan Show   | Opera Singer   | Sæson 16, episode: 29                   |
| 1963 | The Voice of Firestone | Marguerite     | Episode: Highlights from Gounod's Faust |

### Film
| År   | Titel                  | Rolle           | Noter       |
| ---- | ---------------------- | --------------- | ----------- |
| 1953 | Marry Me Again         | Joan            |             |
| 1957 | The Big Caper          | Kay             |             |
| 1959 | Tornerose              | Princess Aurora | Stemme      |
| 1968 | The Merry Widow        | Anna Glawari    |             |
| 1972 | The Great Waltz        | Jetty Treffz    |             |
| 1999 | Titus                  | Mourner         | [ 1 ]       |
| 2014 | Like Sunday, Like Rain | Mrs. Tydings    | Ukrediteret |